# Episodi di Pepper Dennis
| nº | Titolo originale                                           | Titolo italiano               | Prima TV USA   | Prima TV Italia   |
| -- | ---------------------------------------------------------- | ----------------------------- | -------------- | ----------------- |
| 1  | Pilot                                                      | Ecco a voi Pepper Dennis      | 4 aprile 2006  | 7 luglio 2007     |
| 2  | Poker Clubs and Boob Cams: Film at Eleven                  | Pepper in incognito           | 11 aprile 2006 | 14 luglio 2007    |
| 3  | Frat Boys May Lose Their Manhood: Film at Eleven           | La sposa in fuga              | 18 aprile 2006 | 21 luglio 2007    |
| 4  | Heiress Bridenapped: Film at Eleven                        | Indice di gradimento          | 25 aprile 2006 | 28 luglio 2007    |
| 5  | Saving Venice: Film at Eleven                              | Amore impossibile             | 2 maggio 2006  | 28 luglio 2007    |
| 6  | Celebrity Twin Could Hang: Film at Eleven                  | La nuova linea                | 9 maggio 2006  | 4 agosto 2007     |
| 7  | Curtis Wilson's a Total Nut Job: Film at Eleven            | Tutti pazzi per Curtis Wilson | 16 maggio 2006 | 11 agosto 2007    |
| 8  | Hiroshi Watanabe in Bed with Curtis Wilson: Film at Eleven | Un compleanno da ricordare    | 23 maggio 2006 | 11 agosto 2007    |
| 9  | Charlie Babcock's Homosexual Encounter: Film at Eleven     | Continue illusioni            | 30 maggio 2006 | 18 agosto 2007    |
| 10 | Dennis, Bulgari, Big Losers at ACoRNs: Film at Eleven      | Gran galà                     | 6 giugno 2006  | 18 agosto 2007    |
| 11 | Pepper Dennis Behind Bars: Film at Eleven                  | Dietro le sbarre              | 20 giugno 2006 | 25 agosto 2007    |
| 12 | True Love Is Dead: Film at Eleven                          | Il vero amore è morto         | 27 giugno 2006 | 25 agosto 2007    |
| 13 | Star Anchor Weds Colleague: Film at Eleven                 | Un matrimonio difficile       | 4 luglio 2006  | 1º settembre 2007 |